# Kaufungen
Kaufungen je město v německé spolkové zemi Hesensko v zemském okrese Kassel. Samotné město se nachází asi 10 km od Kasselu a jeho populace čítá přibližně 13 tisíc obyvatel.

## Historie

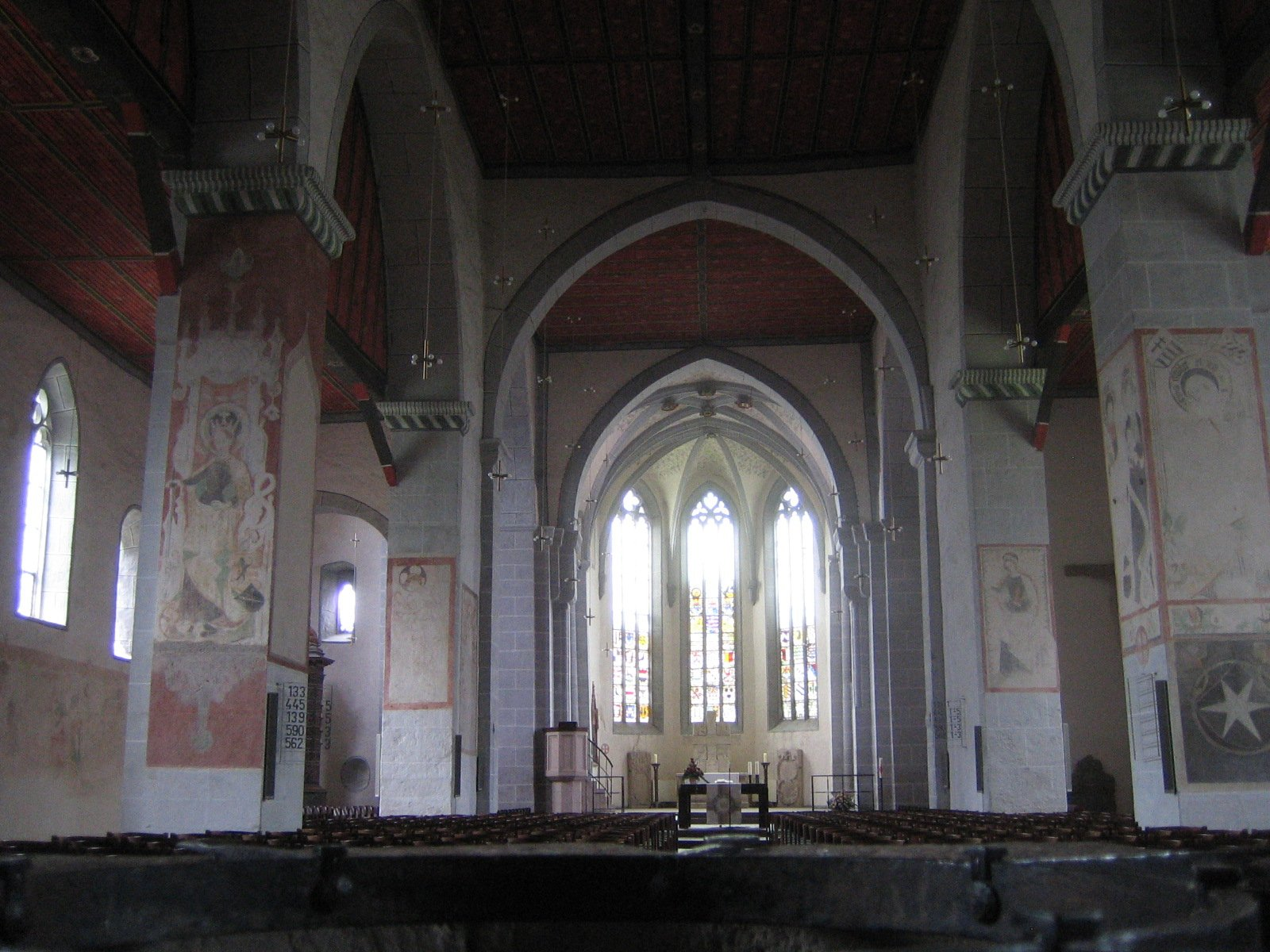
Interiér kostela sv. Kříže

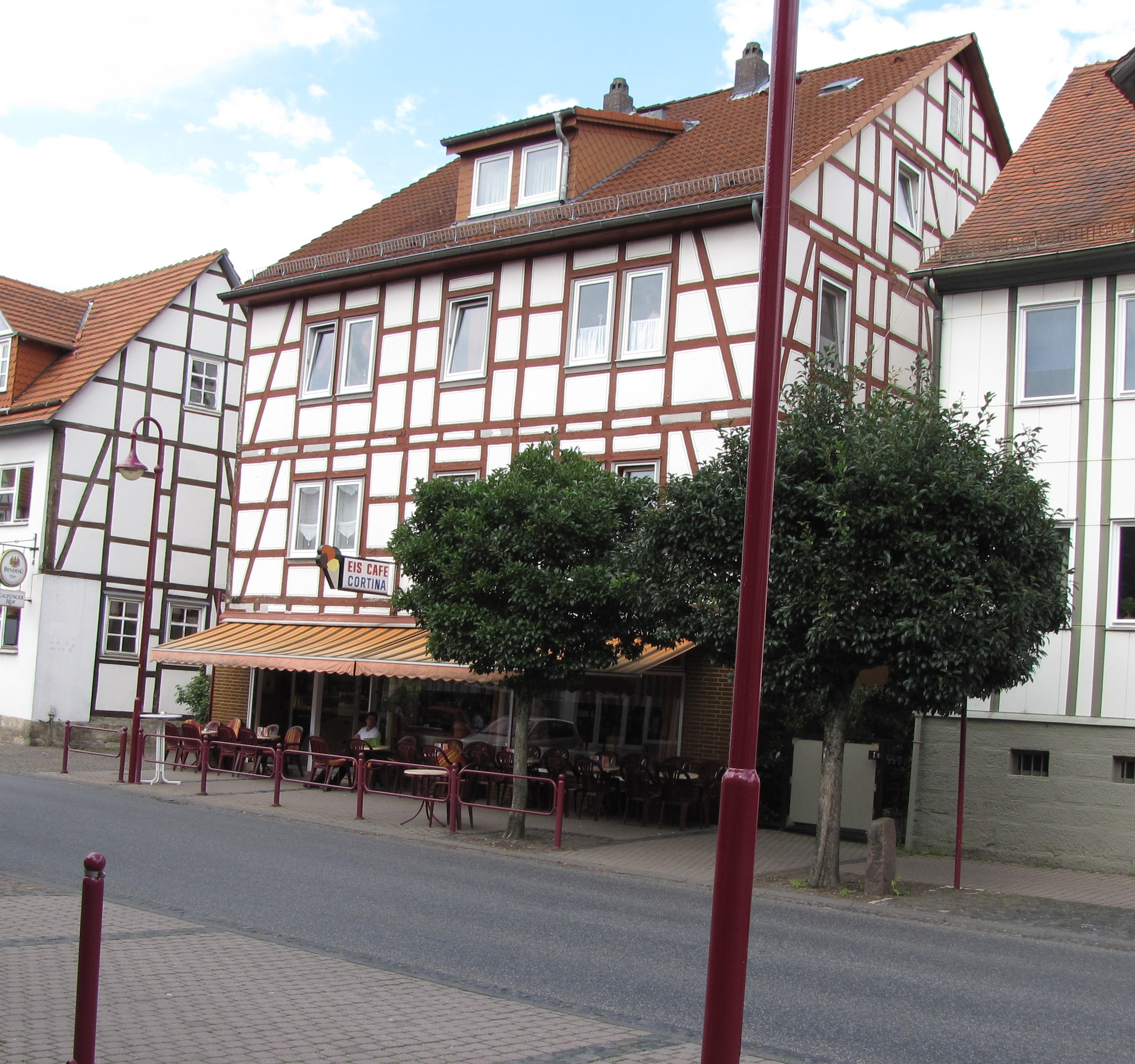
Pohled na jednu z kaváren ve městě

První historická zmínka o obci na území dnešního Kaufungenu, tehdy pod názvem Coufunga, pochází z roku 1011, kdy bylo toto označení použito u královského dvora a označovalo právě obec v těchto místech. Nicméně dle odhadů je místní kaple svatého Jiřího ještě starší a pochází již z 10. století.
V roce 1017 římský císař Jindřich II. a jeho manželka Kunhuta Lucemburská založili Kaufungenské opatství, jehož základem byl benediktinský klášter sv. Kříže, postavený na strmém okraji údolí řeky Losse, nyní se však nachází v samotném centru Oberkaufungenu. Po smrti Jindřicha se Kunhuta rozhodla vstoupit právě do tohoto kláštera, kde žila až do své smrti v roce 1033/1039.
V roce 1527 zapříčinily reformace uzavření kláštera, avšak samotná budova a fara stojí i v současné době. Je častým hostitele koncertů především vážně hudby. Nadále byl Kaufungen v historii zmiňován jako centrum těžby, sklářství, pálení dřevěného uhlí, lesnictví a výroby papíru. V roce 1970 se vesnice Oberkaufungen a Niederkaufungen sloučily a vzniklo město Kaufungen.

## Kultura
Oberkaufungen i Niederkaufungen mají historická náměstí s dobře zachovanými roubenými domy. I přesto je největší atrakcí města kostel sv. Kříže, který je pravidelným hostitelem koncertů vážné hudby. Blízko kostela leží kaple svatého Jiří, která pravděpodobně pochází již z 10. století. Jen Oberkaufungen má dvě muzea; Alte Schule (stará škola), které dokumentuje historii města od středověku až po současnost, a Roßgang, hornické muzeum nabízející scény z historických dolů.
Kaufungen se nachází v blízkosti Märchenlandweg, stezky, která je vhodná pro dlouhé túry, jízdu na koni nebo pořádání cyklistických závodů.

## Doprava a geografie
Silnice A7 tvoří jednu z možností, jak se rychle z Kaufungenu dostat do Kasselu. Naopak silnice B7 vede z města do Eisenachu. Mimo to má Kaufungen železnici a s Kasselem je spojen tramvajovou sítí. Tramvaj č. 4 jezdí přímo do centra a dále na nádraží.
Kaufungen se nachází v úzkém údolí řeky Losse a z východu je obklopen strmými, zalesněnými kopci zvanými Kaufunger Wald (Kaufungerský les). Základem města jsou dvě historické obce; Oberkaufungen a Niederkaufungen a v blízkém sousedství můžeme najít města Niestetal a Nieste na severu, Söhrewald na jihu, Lohfelden na jihozápadě a severozápadně od Kaufungenu je velké město Kassel.

## Partnerská města
Kaufungen podepsal smlouvy o spolupráci s těmito městy:
- Ale, Švédsko
- Bertinoro, Itálie
- Budești, Moldavsko